# Équipe du Qatar masculine de basket-ball
Cet article traite de l'équipe masculine. Pour l'équipe féminine, voir Équipe du Qatar féminine de basket-ball.
Maillots
L'équipe du Qatar masculine de basket-ball est l'équipe nationale qui représente le qatar dans les compétitions internationales masculine de basket-ball. Elle est placée sous l'égide de la Fédération du Qatar de basket-ball (Qatar Basketball Federation ou QBF). L'équipe est affiliée à la FIBA depuis 1977.

## Résultats

### Palmarès
| Compétitions mondiales                             | Compétitions continentales                                                       | Autres compétitions |
| -------------------------------------------------- | -------------------------------------------------------------------------------- | --- |
| - Jeux olympiques - Néant - Coupe du monde - Néant | - Coupe d'Asie - Troisième en 2003 et 2005 - Jeux asiatiques - Finaliste en 2006 | - Championnat arabe des nations (1) - Vainqueur en 2011 - Troisième en 1999 - Jeux panarabes (1) - Vainqueur en 2011 - Troisième en 2007 |

### Parcours en compétitions internationales

#### Jeux olympiques
| Année | Position          |      | Année             | Position     |               | Année | Position |
| 1936  | Pas membre du CIO | 1976 | Pas membre du CIO | 2008         | Non qualifiée |       |          |
| 1948  | Pas membre du CIO | 1980 | Pas membre du CIO | 2012         | Non qualifiée |       |          |
| 1952  | Pas membre du CIO | 1984 | Non qualifiée     | 2016         | Non qualifiée |       |          |
| 1956  | Pas membre du CIO | 1988 | Non qualifiée     | 2020         | Non qualifiée |       |          |
| 1960  | Pas membre du CIO | 1992 | Non qualifiée     | 2024         | Non qualifiée |       |          |
| 1964  | Pas membre du CIO | 1996 | Non qualifiée     | 2028         | -             |       |          |
| 1968  | Pas membre du CIO | 2000 | Non qualifiée     | 2032         | -             |       |          |
| 1972  | Pas membre du CIO | 2004 | Non qualifiée     | Pays inconnu | -             |       |          |

#### Coupe du monde
| Année | Position              |      | Année                 | Position |               | Année | Position |
| 1950  | Pas membre de la FIBA | 1978 | Pas membre de la FIBA | 2006     | 21e           |       |          |
| 1954  | Pas membre de la FIBA | 1982 | Non qualifiée         | 2010     | Non qualifiée |       |          |
| 1959  | Pas membre de la FIBA | 1986 | Non qualifiée         | 2014     | Non qualifiée |       |          |
| 1963  | Pas membre de la FIBA | 1990 | Non qualifiée         | 2019     | Non qualifiée |       |          |
| 1967  | Pas membre de la FIBA | 1994 | Non qualifiée         | 2023     | Non qualifiée |       |          |
| 1970  | Pas membre de la FIBA | 1998 | Non qualifiée         | 2027     | -             |       |          |
| 1974  | Pas membre de la FIBA | 2002 | Non qualifiée         | 2031     | -             |       |          |

#### Coupe d'Asie
| Année | Position              |      | Année         | Position     |               | Année | Position |
| 1960  | Pas membre de la FIBA | 1983 | Non qualifiée | 2005         | Troisième     |       |          |
| 1963  | Pas membre de la FIBA | 1985 | Non qualifiée | 2007         | 7e            |       |          |
| 1965  | Pas membre de la FIBA | 1987 | Non qualifiée | 2009         | 6e            |       |          |
| 1967  | Pas membre de la FIBA | 1989 | Non qualifiée | 2011         | 16e           |       |          |
| 1969  | Pas membre de la FIBA | 1991 | 16e           | 2013         | 6e            |       |          |
| 1971  | Pas membre de la FIBA | 1993 | Non qualifiée | 2015         | 7e            |       |          |
| 1973  | Pas membre de la FIBA | 1995 | Non qualifiée | 2017         | 13e           |       |          |
| 1975  | Pas membre de la FIBA | 1997 | Non qualifiée | 2022         | Non qualifiée |       |          |
| 1977  | Pas membre de la FIBA | 1999 | Non qualifiée | 2025         | 13e           |       |          |
| 1979  | Non qualifiée         | 2001 | 5e            | 2029         | -             |       |          |
| 1981  | Non qualifiée         | 2003 | Troisième     | Pays inconnu | -             |       |          |

## Joueurs marquants
- Brandon Goodwin
- Trey Johnson